# KOKA Records
KOKA Records— незалежний лейбл звукозапису у Польщі, сторений студентами варшавської україністики Володимиром Наконечним і Ларисою Шост. Видавав український музичний андеграунд 1990-х: «Цукор — Біла Смерть», «Ivanov Down», «Коллежский Асессор», Ігор Цимбровський та інші. «КОКА» є видавцем і дистрибютором більше як сорок назв.
У 1984 році під час екзаменів на україністику у Варшаві Володимир Наконечний познайомився з Ларисою Шост, яка мала ідею видати україномовне періодичне видання і писати про музику. Безпосереднім натхнення, в результаті якого з'явився фензин «Відрижка» («Widryżka») та видавництво «КОКА», був панк-гурт «Оселедець». «Оселедець» дебютував на українській імпрезі «Молодіжний ярмарок» в Сопоті 1985 року. Потім він зіграв з десяток концертів, головно на українських заходах. У 1987 році дав останній концерт, одразу після цього гурт розпався, бо лідер разом із колишнім бас-гітаристом емігрував.
Наприкінці 1988-го вийшов перший номер фанзіна (Лариса оформила авторськими колажами тексти «Оселедця»), а невдовзі і касета з архівними записами групи. Володимир з Ларисою, за участю жмені друзів і колег, зробили спільно 5 (із 8-ми) номерів «Відрижки» і випустили перших 10 позицій із каталогу. Потім Лариса вже не ангажувалася, але Володимир з увагою прислухався до її думки про чергові випуски. Лариса придумала назву КОКА (абревіатура від «Концерн Какаду»), також вона авторка логотипу, який з косметичними корективами залишився фірмовим знаком. Ларисою Шост померла 2003-го року.
Перші, ще самвидавні коковські касети з'явилися у 1989 році як аудіододаток до «Відрижки». Каталог фірми звукозапису «KOKA» відкрили кількома концертними записами «Оселедця».
Незабаром також виникли нові ініціативи на Вибжежі: експериментальний театр «Контакт» (із сильним музичним акцентом), його автономне відгалуження «Free-Contact», хардкор-панкова група «Наслідки акції „Вісла“» з Битова, рок-гурт «Hauptman Hamalija» та інші.
З 93 року «Koka» стає офіційно зареєстрованим лейблом та починає запрошувати гурти з України на студійний запис. Більшість сесій здійснювались на приватній студії Тадеуша Судника. У 1993 до діяльності включився художник Андрія Марушечка у діяльність з 1993-го року, він був автором графічного оформлення продукції, став продюсером і співпродюсером усіх найважливіших позицій з каталогу. Першою офіційно вижаною касетою став альбом «Манірна музика» від «Цукор Біла Смерть».
У найкращі часи видавництва деякі примірники продавалися в кількості 2–3 сотень касет і навіть однієї тисячі примірників одного альбому. В основному, вони розходилися серед  українців у Польщі, але купували їх і поляки – любителі української музики.
Останній альбом «Коки», пов'язаний з українським андеграундом — «Китиці» Світлани Няньо, виданий 1999 року. Невдовзі лейбл майже зникає з поля зору.
Видавали на польському ринку перші альбоми «The Ukrainians». Останніми матеріалами «The Ukrainians», які видала «КОКА», були альбоми «Live in Czeremcha» (2007 р.) та «Diaspora» (2009 р.).
«КОКА» в різний спосіб була причетна до реалізації кількадесяти концертів, які популяризували українську музику в Польщі.
З огляду на те, що багато фоновидавництв, які продавали платівки «КОКИ», закрило свою діяльність, «КОКА» після 2010 р. теж припинила видавання нових альбомів. 2018 на «Koka» вийшло перевидання альбому «Китиці» Світлани Няньо.